# Сорбонна

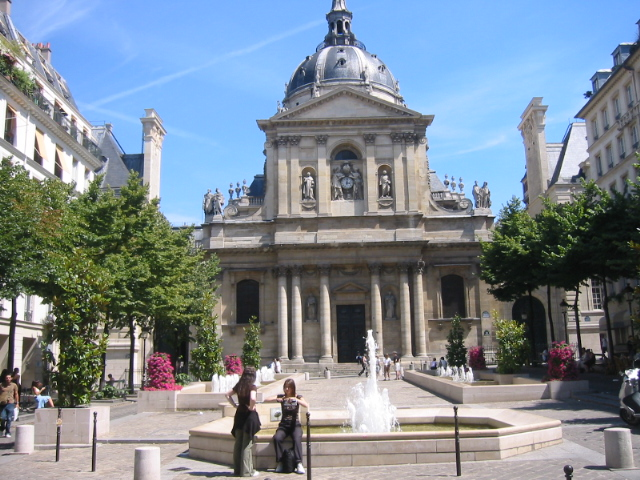
Сорбонна

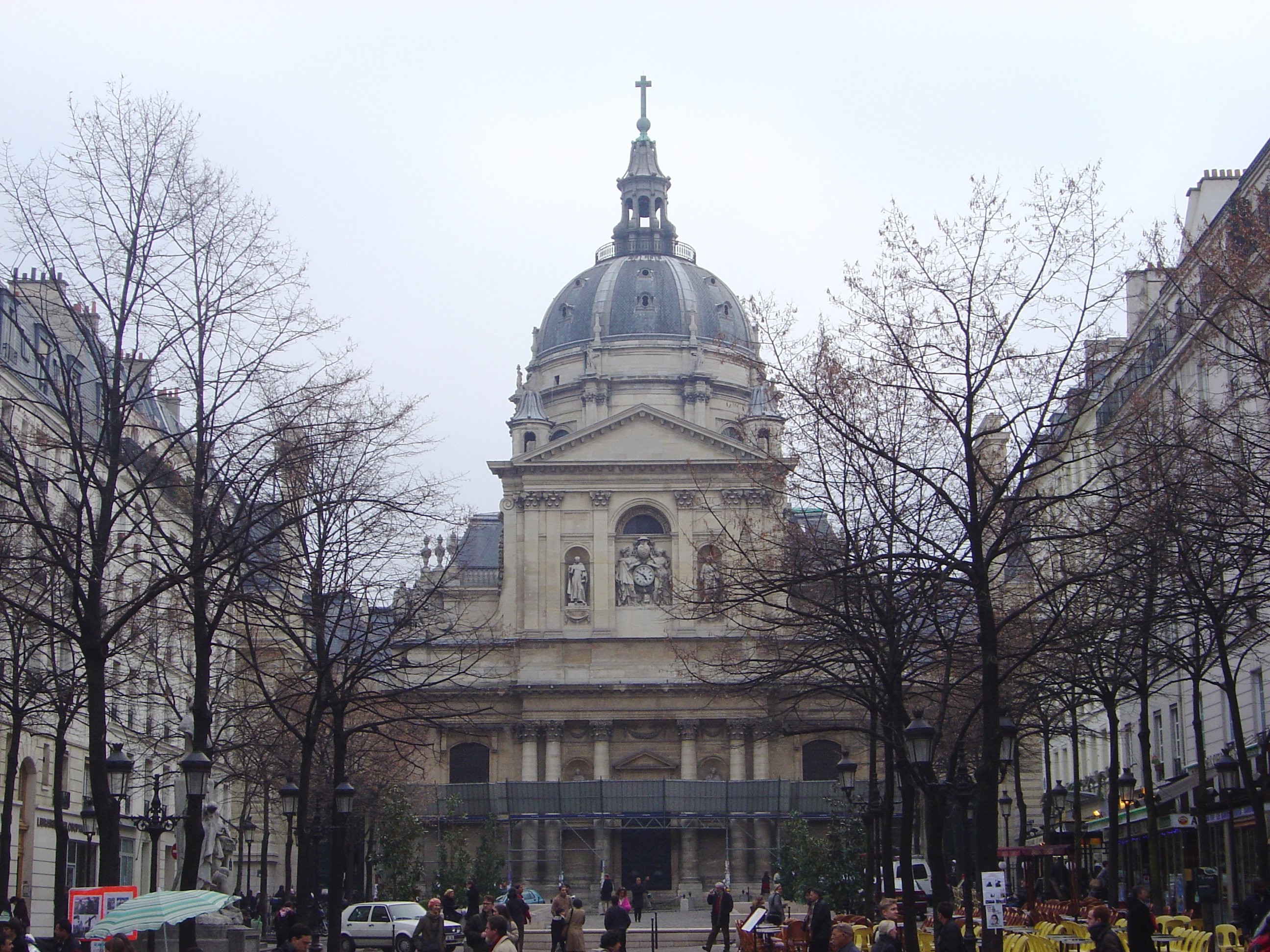
Сорбонна, капела, архітектор Ж. Лемерсьє

Сорбонна (фр. Sorbonne) — колишній університет у Парижі, спочатку богословська школа і притулок для бідних студентів, згодом назва богословського факультету Паризького університету; заснований у 1253 теологом Робером де Сорбоном, духівником Людовика IX Святого. З часом назва «Сорбонна» в розмовній мові стала синонімом всього Паризького університету.
У 1970 Паризький університет було реорганізовано в тринадцять незалежних університетів, деякі з яких зберегли назву Сорбонна й розташовані в історичних будівлях Сорбонни в 5-му окрузі Парижа, в Латинському кварталі.
Капела Сорбонни була проголошена пам'яткою архітектури й історії (фр. monument historique) в 1887. Великий амфітеатр Сорбонни і всі її історичні будівлі одержали цей статус в 1975.

## Розташування
Приміщення Сорбонни знаходиться на лівому березі Сени, неподалік від пагорба Святої Женев'єви, у V адміністративному окрузі Парижа. Сорбонна є центром Латинського кварталу, де здавна проживали паризькі студенти. Головний вхід до Сорбонни розташований на вулиці Віктор Кузен (rue Victor Cousin). До Сорбонни також можна потрапити з вулиці Кюжа (rue Cujas) та вулиці Святого Жака (rue Saint-Jacques). Вхід до ректорату розташований на вулиці Рю дез Еколь (rue des Écoles).

## Історія

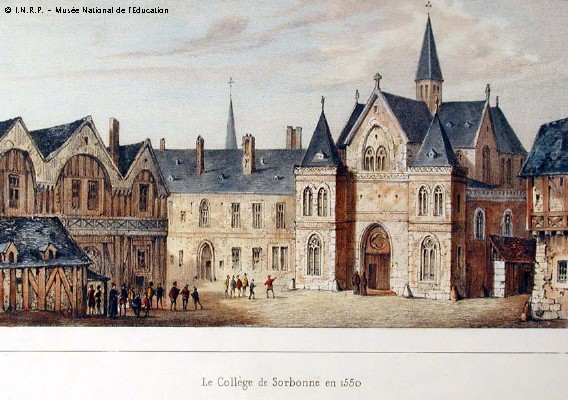
Сорбонна в XVI столітті

### Середньовіччя й новий час
Засновником Сорбонни як одного з колегіумів Паризького університету вважається Робер де Сорбон (1201—1274), французький теолог, духівник Людовика IX. Проте сам Паризький університет був заснований ще до 1200 року. Заснування Сорбонни було підтверджене папською булою папи Климента IV в 1268 році. Спершу Сорбонна існувала як інтернат для незаможних студентів теології, проте завдяки великим пожертвам та відомими вченими, що тут викладали, Сорбонна ставала дедалі престижнішим науково-освітнім закладом.
У Сорбонні проходили засідання теологічного факультету Паризького університету, тож з XV століття сам теологічний факультет стали називати Сорбонною. З Сорбонною пов'язують численні рішення, що визначили характер католицизму у Франції та інших країнах Європи.
Проте з 1500 року в Сорбонні запанувала тенденція до ізоляції від нових віянь та несприйняття гуманізму, який поширювався у Франції з Італії. Згодом Сорбонна намагалася пригальмувати зростання впливу Папи Римського та заснування ордену єзуїтів (1562) й стала поборником галіканізму, французького варіанту католицизму, незалежного від папи. Непримиренність Сорбонни до янсенізму призвела до її подальшої ізоляції та зменшення впливу особливо серед великої буржуазії. Остаточно авторитет Сорбонни був підірваний у XVIII столітті, коли її представники різко виступали проти руху Просвітництва у Франції.
З XIII до XV століття загальні збори Сорбонни проходили в церкві Сен-Жульєн-ле-Повр, на яких також відбувалися вибори ректорату.

### Перший університетський страйк
У 1229 році студентська пиятика стала причиною першого університетського страйку в історії Європи. У час карнавалу студенти проникли до одного з паризьких шинків і влаштували там масову бійку. У відповідь на це солдати, що підпорядковувалися муніципалітету міста, штурмували Латинський квартал і влаштували «полювання» за студентами. Студенти Сорбонни сприйняли цю акцію як зазіхання на привілеї університету й закликали до страйку. Оскільки міська влада відмовлялася відшкодувати збитки, заподіяні під час штурму Латинського кварталу, університет залишався закритим. Багато викладачів і студентів залишили Париж і перебралися до інших французьких міст. Особливо багато викладачів виїхало до Оксфордського університету. Університетський страйк тривав три роки, аж поки папа Григорій IX, що також закінчив Сорбонну, видав буллу Parens scientiarum, де Сорбонна була названа матір'ю наук і наділена численними привілеями. Лише 1232 року Сорбонна відновила свою роботу.

### Закриття і нове заснування
У 1635 році Сорбонна одержала нове розкішне приміщення, та з початком Французької революції воно було націоналізоване. У 1808 році за розпорядженням Наполеона Сорбонна увійшла до новоутвореного централізованого закладу «університет», який мав дуже мало спільного з традиційним уявленням про цей термін.

### Від 1968 року і до сьогодні
У травні 1968 року зайнятий студентами університет був у центрі студентських революційних подій. Внаслідок подій 1968 року Сорбонна зазнала радикальних змін: її було розділено на 12 автономних університетів. В історичному приміщенні Сорбонни розташовані університети Париж I, Париж III та Париж IV.
Весною 2006 року Сорбонна знову була захоплена студентами, що протестували проти змін у трудове законодавство, які полегшували роботодавцям можливість звільнити молодих працівників віком до 26 років (Contrat première embauche). На прохання ректорату поліція у ніч на 11 березня 2006 року звільнила приміщення від студентів, що страйкували. У ніч на 15 березня виникли нові сутички з поліцією під час «Маршу на Сорбонну». У ніч на 17 березня протести набули ще масовішого характеру: 40 поліціянтів було поранено, 180 студентів заарештовано.

## Сучасна Сорбонна
У 1972 році Університет Парижа було реорганізовано в 13 університетів, що розрізняються за напрямками навчання. Вони відносяться до 3 академій Парижа та Іль-де-Франс. 4 з цих університетів розташовані в історичних будівлях Сорбонни, решта — в інших кварталах Парижа і його передмістях.